# Três Ilhas
Três Ilhas är en ö i Brasilien. Den ligger i den norra delen av landet, 2 200 km nordväst om huvudstaden Brasília.
I omgivningarna runt Três Ilhas växer i huvudsak städsegrön lövskog. Trakten runt Três Ilhas är nära nog obefolkad, med mindre än två invånare per kvadratkilometer.